# Canadá nos Jogos Olímpicos de Inverno de 1956
O Canadá mandou 35 competidores que disputaram sete modalidades nos Jogos Olímpicos de Inverno de 1956, em Cortina d'Ampezzo, na Itália. A delegação conquistou 3 medalhas no total, uma de prata, e duas de bronze.